# Import paralel
Un import paralel este un produs necontrafăcut importat dintr-o altă țară fără permisiunea proprietarului proprietății intelectuale. Importurile paralele sunt adesea denumite produse gri și sunt implicate în diverse probleme legate de comerțul internațional și ale proprietății intelectuale.
Importul paralel se bazează pe conceptul de epuizare a drepturilor de proprietate intelectuală; conform acestui concept, atunci când produsul este lansat pentru prima dată pe piață într-o anumită jurisdicție, importul paralel este autorizat tuturor rezidenților din statul în cauză. Unele țări permit această practică, iar altele nu.
Importul paralel de produse farmaceutice reduce prețul produselor farmaceutice prin introducerea concurenței; Acordul TRIPS din articolul 6 prevede că această practică nu poate fi contestată în cadrul sistemului OMC de soluționare a diferendelor și, prin urmare, este o chestiune de apreciere națională.